# Les Déracinés (film, 1940)
Pour les articles homonymes, voir Les Déracinés.
Pour plus de détails, voir Fiche technique et Distribution.
Les Déracinés (Three Faces West) est un film américain réalisé par Bernard Vorhaus, sorti en 1940.

## Synopsis
Le docteur Karl Braun et sa fille Leni, réfugiés aux États-Unis peu après avoir fui l'annexion de l'Autriche (Anschluss) en 1938 par les nazis, arrivent dans une petite ville rurale du Dakota du Nord, où lui exerce comme médecin et elle comme infirmière. La bourgade est alors durement éprouvée par la sécheresse et des tempêtes de poussière persistantes (Dust Bowl). Sur la recommandation du Ministère de l'Agriculture, la communauté décide de se déplacer en masse vers une zone plus favorable, située en Oregon, sous la conduite de John Phillips.

## Fiche technique
- Titre original : Three Faces West
- Titre français : Les Déracinés
- Réalisateur : Bernard Vorhaus
- Scénario : F. Hugh Herbert, Joseph Moncure March et Samuel Ornitz
- Direction artistique : John Victor MacKay
- Costumes : Adele Palmer (non créditée)
- Photographie : John Alton
- Musique : Victor Young
- Montage : William Morgan
- Production associée : Sol C. Siegel
- Société de production : Republic Pictures
- Société de distribution : Republic Pictures
- Format : Noir et blanc — 35 mm — 1,37:1 — son Mono (RCA "High Fidelity" Recording)
- Genre : Drame
- Durée : 79 minutes
- Dates de sortie : 
  - États-Unis : 3 juillet 1940
  - France : 19 octobre 1951

## Distribution
- John Wayne : John Phillips
- Sigrid Gurie : Leni "Lenchen" Braun
- Charles Coburn : Karl Braun
- Spencer Charters : "Nunk" Atterbury
- Helen MacKellar : Mme Welles
- Roland Varno : Eric von Scherer
- Sonny Bupp : Billy Welles
- Wade Boteler : M. Harris, du Ministère de l'Agriculture
- Trevor Bardette : Clem Higgins
- Russell Simpson : Le pasteur
- Charles Waldron : William Thorpe
- Byron Foulger : Joe Stebbins
- Frank Brownlee : Le fermier Bill
- Wendell Niles-en : L'annonceur à la radio
- Wolfgang Zilzer : Dr Rudolf Preussner
- Si Jenks : le conducteur du train